# Campionato italiano assoluto di scacchi 2021
Il Campionato italiano assoluto 2021 (CIA 2021) è stato l'80ª edizione del campionato italiano di scacchi, organizzato dalla Federazione Scacchistica Italiana. La finale del torneo si è svolta a Chianciano Terme tra il 29 novembre e l'11 dicembre del 2021.
Il torneo è stato vinto da Tazza Loris, al suo primo titolo italiano.

## Formula
Il CIA 2021 si svolse in tre fasi, chiamate "quarti di finale", "semifinale" e "finale".

### Quarti di finale
I quarti di finali furono i campionati regionali che si svolsero dal 16 aprile al 30 giugno 2021.

### Semifinale
La semifinale del CIA 2021 fu un torneo open a sistema svizzero al quale avrebbero potuto accedere tutti i tesserati alla FSI con cittadinanza italiana con i seguenti requisiti:
1. Tesserati con Elo superiore a 2100
2. Il 25% dei partecipanti ai campionati regionali (quarti di finale) fra coloro che detengono il titolo di candidato maestro (nazionale) e un punteggio inferiore a 2100 e coloro che hanno partecipato ai campionati regionali.[1]

Si disputò a Civitanova Marche dal 17 al 25 luglio del 2021 e fu vinta dal maestro internazionale Fabrizio Bellia.

### Finale
La Finale del CIA 2021 fu un torneo con girone all'italiana semplice di 12 partecipanti.
I concorrenti si qualificavano secondo i seguenti criteri:
1. i primi 3 della finale del CIA 2019: Alberto David, Pier Luigi Basso, Lorenzo Lodici;
2. i primi 3 della semifinale: Fabrizio Bellia, Alberto Barp, Daniele Genocchio;
3. il primo classificato del Campionato juniores del 2019: Gabriele Lumachi;
4. i primi 4 giocatori per Elo, considerando la media Elo degli ultimi dodici mesi dall'agosto del 2020 al luglio del 2021 e un numero minimo di 36 partite valide per la variazione dell'Elo FIDE giocate nello stesso periodo;
5. wildcard stabilita dalla FSI.[3]

La cadenza stabilita per le partite era di 100 minuti per le prime 40 mosse, 50 minuti per le successive 20 mosse, 15 minuti dalla 61ª mossa in poi, 30 secondi di incremento a mossa da mossa 1.

### Spareggi
In caso di ex aequo sia per la vittoria finale che per il podio era previsto un sistema di spareggio a gruppi di due:
- Due partite rapid a 12 minuti con 3 secondi di incremento a mossa a partitre da mossa 1.
- In caso di ulteriore parità due partite lampo a 3 minuti, con 2 secondi di incremento a mossa a partire da mossa 1.
- Persistendo la parità è previsto il sistema sudden death nel quale il giocatore con il bianco ha 6 minuti di tempo, mentre il giocatore con il nero ha 5 minuti di tempo, ma ottiene la vittoria della partita anche in caso di patta.

Nel caso di pari merito tra più di due partecipanti era inoltre previsto un mini round-robin tra i giocatori coinvolti con le stesse cadenze.

## Finale

### Partecipanti
Alla finale parteciparono dodici giocatori, in base a criteri stabiliti dalla FSI.
| Nr. | Giocatore            | Criterio di qualificazione                                               |
| --- | -------------------- | ------------------------------------------------------------------------ |
| 1   | Alberto David        | Vincitore del CIA 2019                                                   |
| 2   | Pier Luigi Basso     | Secondo classificato al CIA 2019                                         |
| 3   | Lorenzo Lodici       | Terzo classificato al CIA 2019                                           |
| 4   | IM Fabrizio Bellia   | Vincitore della Semifinale                                               |
| 5   | IM Alberto Barp      | Secondo classificato alla Semifinale                                     |
| 6   | IM Daniele Genocchio | Terzo classificato della Semifinale                                      |
| 7   | Luca Moroni          | Media Elo ultimi dodici mesi                                             |
| 8   | Francesco Sonis      | Media Elo ultimi dodici mesi                                             |
| 9   | IM Artem Gilevych    | Media Elo ultimi dodici mesi                                             |
| 10  | IM Ol'ga Zimina      | Media Elo ultimi dodici mesi                                             |
| 11  | FM Paolo Formento    | Ripescato per Media Elo ultimi dodici mesi, sostituisce Gabriele Lumachi |
| 12  | Sabino Brunello      | wild card assegnata dal Consiglio Federale FSI                           |

### Classifica
| #  | Giocatore         | 1 | 2 | 3 | 4 | 5 | 6 | 7 | 8 | 9 | 10 | 11 | 12 | Totale |
| -- | ----------------- | - | - | - | - | - | - | - | - | - | -- | -- | -- | ------ |
| 1  | Pier Luigi Basso  |   | ½ | ½ | 1 | ½ | 1 | ½ | 1 | 1 | 1  | 1  | 1  | 9      |
| 2  | Luca Moroni       | ½ |   | ½ | 0 | 1 | ½ | 1 | 1 | 1 | 1  | 1  | 1  | 8,5    |
| 3  | Alberto David     | ½ | ½ |   | ½ | ½ | 1 | 1 | ½ | ½ | 1  | ½  | 1  | 7,5    |
| 4  | Sabino Brunello   | 0 | 1 | ½ |   | 0 | 1 | ½ | ½ | 1 | ½  | 1  | 1  | 7      |
| 5  | Lorenzo Lodici    | ½ | 0 | ½ | 1 |   | ½ | 0 | 1 | 1 | ½  | ½  | 1  | 6,5    |
| 6  | Francesco Sonis   | 0 | ½ | 0 | 0 | ½ |   | ½ | ½ | 1 | 1  | 1  | 1  | 6      |
| 7  | Fabrizio Bellia   | ½ | 0 | 0 | ½ | 1 | ½ |   | ½ | ½ | ½  | ½  | 0  | 4,5    |
| 8  | Artem Gilevich    | 0 | 0 | ½ | ½ | 0 | ½ | ½ |   | ½ | 1  | ½  | ½  | 4,5    |
| 9  | Daniele Genocchio | 0 | 0 | ½ | 0 | 0 | 0 | ½ | ½ |   | 1  | 1  | 1  | 4,5    |
| 10 | Olga Zimina       | 0 | 0 | 0 | ½ | ½ | 0 | ½ | 0 | 0 |    | 1  | ½  | 3      |
| 11 | Alberto Barp      | 0 | 0 | ½ | 0 | ½ | 0 | ½ | ½ | 0 | 0  |    | ½  | 2,5    |
| 12 | Paolo Formento    | 0 | 0 | 0 | 0 | 0 | 0 | 1 | ½ | 0 | ½  | ½  |    | 2,5    |

| Legenda | Legenda       | Legenda | Legenda                 |
| ------- | ------------- | ------- | ----------------------- |
|         | Campione 2021 |         | Qualificato al CIA 2022 |